# لوکائو
لوکائو (انگلیسی: Lucão؛ زادهٔ ۲۶ فوریهٔ ۲۰۰۱) بازیکن فوتبال اهل برزیل است.
وی همچنین در تیم‌های ملی فوتبال زیر ۱۷ سال برزیل و زیر ۲۳ سال برزیل بازی کرده‌است.